# Enrique Iglesias
Enrique Iglesias (n. Enrique Miguel Iglesias Preysler pe 8 mai 1975 în Madrid, Spania) este un cântăreț, cantautor, manechin, actor, muzician și producător muzical de origine spaniolă.
Fiind fiul renumitului cântăreț de muzică latino Julio Iglesias și al jurnalistei de origine filipineză Isabel Preysler, Enrique a debutat odată cu apariția albumului care îi poartă numele, lansat în anul 1995. Discul s-a bucurat de succes în Europa latină, fiind comercializat în peste șase milioane de exemplare. Până în anul 2000, Enrique a mai lansat două albume în limba spaniolă: Vivir (1997) și Cosas del Amor, dar și unul în limba engleză, intitulat Enrique. Cele trei materiale discografice au primit peste unsprezece discuri de platină și au fost comercializate în șaptesprezece milioane de exemplare.
În ultimul deceniu, Enrique Iglesias a mai lansat patru albume de studio, trei dintre ele fiind în limba engleză. Cel mai recent album este ,,Sex and Love”, lansat in martie 2014. Piese precum „Bailamos”, „Hero”, „Be with You”, „Do You Know? (The Ping Pong Song)” sau „Bailando” au câștigat cele mai înalte poziții ale clasamentelor de specialitate, Iglesias fiind unul dintre cei mai apreciați cântăreți contemporani.
Recent, în anul 2008, Enrique Iglesias a lansat două albume de compilație, ce conțin cele mai cunoscute cântece ale sale, unul în limba engleză — Greatest Hits și unul în spaniolă — Enrique Iglesias: 95/08 Éxitos. Cele două discuri au fost primite bine atât de public cât și de critici, înregistrând vânzări cumulate de peste un milion de exemplare.
Răsplata prestației muzicale de calitate a lui Enrique Iglesias este reprezentată de cele șase premii Billboard câștigate în anul 2009, dar și de cele peste șaizeci de milioane de înregistrări vândute la nivel internațional.
În data de 23 august 2018 a colaborat pentru prima oară cu un muzician român, și anume cu cântăreața Andra la remixul piesei Nos Fuimos Lejos.

## Discografie

### Albume de studio în limba spaniolă
- Enrique Iglesias (1995)
- Vivir (1997)
- Cosas del Amor (1998)
- Quizás (2002)

= Dance Again: World Tour, concert by Latin superstars Jennifer Lopez and Enrique Iglesias 

### Albume de studio în limba engleză

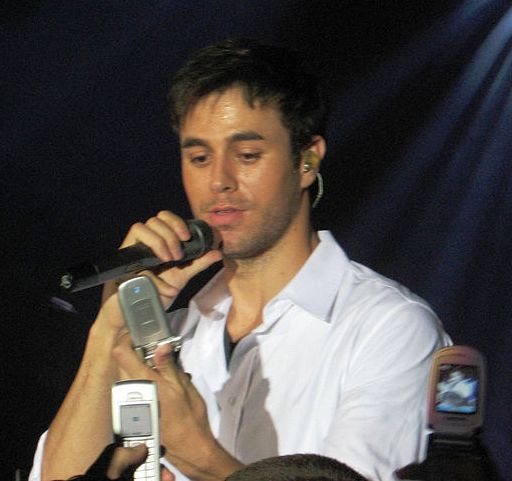
Enrique Iglesias într-un concert în Israel la data de 29 august 2007

- Enrique (1999)
- Escape (2001)
- 7 (2003)
- Insomniac (2007)

### Albume de compilație
- Remixes  (1998)
- Bailamos Greatest Hits (1999)
- The Best Hits (1999)
- Enrique Iglesias: 95/08 Exitos (2008)
- Greatest Hits (2008)

## Filmografie
- A fost odată în Mexic - Desperado 2 (2003)